# Pineda (Guerrero)
Pineda es una población mexicana perteneciente al municipio de Coyuca de Catalán, estado de Guerrero, México. Se localiza en la región conocida como Tierra Caliente y tiene una altitud de 360 m s. n. m.
Su historia se remonta a pueblos indígenas, llamado antes como Talistaca. Al iniciar la conquista española, se inician las haciendas, donde una familia con apellido Pineda, se establece en donde antes era llamado Talistaca, al pasar el tiempo sus trabajadores y familia, llaman al pequeño pueblo Pineda y desde entonces se le renombra a la localidad con ese nombre.
Según datos del Instituto Nacional de Estadística y Geografía mediante el II Conteo de Población y Vivienda 2005, la población total de Pineda es de 842 habitantes, de los cuales 413 son hombres y 429 son mujeres.